# 武田鐵矢
武田鉄矢（1949年4月11日—）出生于福冈县福冈市博多区的歌手、演员、作词家。海援队的主唱，身高165cm。福冈教育大学名誉学士。電視劇代表作有《3年B组金八先生》系列、《101次求婚》等。

## 人物
福冈市立板付小学校、三筑中学校、福冈县立筑紫中央高等学校毕业。曾经立志研究坂本龙马，两度挑战高知大学文理学部考试，最终以失败告终。
1972年10月25日与千叶和臣、中牟田俊男以海援队首次登场。当初完全卖不出去，但是凭借武田给母亲的致歉信为词的《献给母亲的歌谣》（1973年）一曲成名，并参加了翌年的第25届NHK红白歌合战。之后也有一段低潮，1977年在电影《幸福的黄手绢》中的表演得到了高度的评价，开拓了演员之路的新境界，海援队也再次受到注目。1979年《3年B组金八先生》的成功也使主题歌随之走好。1982年12月海援队解散后以歌手、演员、作家的身份活动。海援队于1993年4月10日“DreamLive in 福冈巨蛋”再次临时组队一天，1994年再次真正重组活动至今。
虽然曾被福冈教育大学除籍，为了表彰他常年在《金八老师》系列的活动，2008年国立大学法人理事会特別授予他名誉学士称号。

## 奖项
- 1977年 第2届报知电影奖新人奖（《幸福的黄手绢》）

## 逸话

### 音乐方面
- 曾为电影《哆啦A梦》的第1部到第17部（第5部除外）片尾曲作词。其中第6、11、13、15、16部由武田演唱（第6、11、13部为独唱，第15部为“武田铁矢一座”，第16部由海援队演唱）。第17部也由海援队演唱，但仅千叶和臣和中牟田俊男两个人唱。2010年多啦A夢電影三十週年之際，獲邀為第30部電影《大雄的人魚大海戰》的插曲作詞及演唱，曲為《來自遙遠的海的你》。
- 因为敬重坂本龙马，武田在龙马去世的年龄33岁（1982年）解散了海援队。但是龙马的33岁是虚岁，而武田的33岁為实岁（龙马满31岁）。

### 影视方面
- 在山田洋次导演的电影《幸福的黄手绢》（1977年松竹）中首次登场就以精湛的演技获得日本电影金像奖最佳男配角奖。
- 在海援队出名后有一段低潮时期。一次偶然的机会让武田又有了新的发展。山田洋次偶然在弹珠机店里听到了《献给母亲的歌谣》这首歌，山田对唱这首歌的歌手产生了兴趣后来便让武田参加《幸福的黄手绢》的演出。
- 武田说对他影响最大的演员是高仓健和渥美清。
- 《3年B组金八老师》自1979年开播以来武田演的坂本金八深入人心，成为经典系列作品。《徳川家康》中的丰臣秀吉、《太平记》中的楠木正成、《101次求婚》中的星野达郎都给观众留下了深刻的印。
- 2006年被邀请出演大河剧《功名十字路》主人公山内一丰的老家臣五藤吉兵卫时，说是《龙马来了》的敌人（土佐藩上士）的祖先而拒演。后来NHK告诉他进土佐前就死了才同意参加演出。

## 演出作品

### 电视剧
- 燃草（1979年、NHK大河剧） 安达盛长
- 3年B组金八老师　第1季（1979年、TBS）坂本金八
- 3年B组金八老师　第2季（1980年、TBS）坂本金八
- 幕末青春涂鸦 （1982年、日本电视） 坂本龙马
- 3年B组金八老师　第1特集（1982年、TBS）坂本金八
- 德川家康（1983年、NHK大河剧） 丰臣秀吉
- 3年B组金八老师　第2特集（1983年、TBS）坂本金八
- 3年B组金八老师　第3特集（1984年、TBS）坂本金八
- 3年B组金八老师　第4特集（1985年、TBS）坂本金八
- 桥上之霜（1986年、NHK）
- 3年B组金八老师　第5特集（1986年、TBS）坂本金八
- 3年B组金八老师　第6特集（1987年、TBS）坂本金八
- 3年B组金八老师　第3季（1988年、TBS）坂本金八
- 3年B组金八老师　第7特集（1989年、TBS）坂本金八
- 3年B组金八老师　第8特集（1990年、TBS）坂本金八
- 太平记（1991年、NHK大河剧） 楠木正成
- 101次求婚（1991年、富士电视）星野达郎
- 3年B组金八老师　第4季（1995年、TBS）坂本金八
- 通向婚纱之路（1997年、富士电视）樱井光
- 二十六夜参（1998年、TBS）〈兼原作〉
- 美酒贵公子（1998年、关西电视 富士电视）
- 3年B组金八老师　第9特集（1998年、TBS）坂本金八
- Prison Hotel（1999年朝日电视）
- 无瑕的爱（1999年、富士电视）
- 3年B组金八老师　第5季（1999年、TBS）坂本金八
- 教习所物语（1999年〈单集〉2000年〈连续剧〉、TBS）阿部玲儿 〈兼原案〉
- 3年B组金八老师　第6季（2001年、TBS）坂本金八
- 3年B组金八老师　第10特集（2001年、TBS）坂本金八
- 乱步R（2004年、读卖电视 日本电视）客串犯人
- 3年B组金八老师　第7季（2004年、TBS）坂本金八
- 积木倒塌真相（2005年、富士电视）高桥顺
- 3年B组金八老师　第11特集（2005年、TBS）坂本金八
- 里见八犬传（2006年、TBS）笼山逸东太
- 功名十字路（2006年、NHK大河剧）五藤吉兵卫
- 白夜行（2006年、TBS）笹垣润三
- 华丽一族（2007年、TBS）大龟专务
- 夫妇道（2007年、TBS）高锅康介
- 向日葵（2007年、TBS）〈特別出演〉
- 3年B组金八老师　第8季（2007年、TBS）坂本金八
- BOSS（2009年、富士电视）CASE 01, CASE 11
- 刑事现场2 （2009年、NHK）
- 夫妇道2（2009年、TBS）高锅康介
- 仁医（2009年10月-12月、TBS）- 绪方洪庵 （特別演出）
- 龙马传（2010年、NHK大河剧）勝海舟
- 草莓之夜 (電視劇)(ストロベリーナイト)SP（2010年、富士电视）勝俣健作
- 3年B组金八老师　告別特集（2011年、TBS）坂本金八
- 草莓之夜 (電視劇)(ストロベリーナイト)（2012年、富士电视）勝俣健作
- 草莓之夜 (電視劇)(ストロベリーナイト)SP：無形雨之後（2013年、富士电视）勝俣健作
- LINK（2013年、WOWOW） 松岡孝典
- The Partner 〜給摯愛的百年朋友〜（2013年9月29日、TBS）犬養毅
- 天皇的御廚（2015）秋山周太郎的教授桐塚尚吾
- 阿淺來了（2015年、NHK連續電視小說）福澤諭吉
- 反轉（2017年、TBS）小笠原俊雄

### 电影
- 幸福黄手绢（1977年、松竹）
- 寅次郎的故事　寅次郎走自己的路（1978年、松竹）
- 远山的呼唤（1980年、松竹）
- My Road（1980年、东宝）
- 车站 STATION（1981年、东宝）
- 刑事物语系列（1982～87年、东宝）
  - 刑事物语（1982年）
  - 刑事物语2 苹果之诗（1983年）
  - 刑事物语3 潮骚之诗（1984年）
  - 刑事物语 黑潮之诗（1985年）
  - 刑事物语5 山彦之诗（1987年）
- 居酒屋兆治（1983年、东宝）
- 哥吉拉（1984年、东宝）
- 幕末青春涂鸦 Ronin 坂本龙马（1986年、东宝）
- 哆啦A梦 大雄的天方夜谭
  - 预告片中播音（1991年、东宝）
- 职业高尔夫选手织部金次郎系列（1993～98年、东映）
  - 职业高尔夫选手织部金次郎（1993年）
  - 职业高尔夫选手织部金次郎2（1994年）
  - 职业高尔夫选手织部金次郎3（1995年）
  - 职业高尔夫选手织部金次郎4（1997年）
  - 职业高尔夫选手织部金次郎5（1998年）
- Birthday Present（1995年、东宝）
- 绿之街（1998年）
- 星星少年 Shining Boy & Little Randy（2005年、东宝）
- MAKOTO（2005年、松竹）
- 我想成为贝（2008年、东宝）
- 草莓之夜 (電影)（2013年、東寶）
- 101次求婚 (電影)（2013年、威秀電影、中國電影股份有限公司、富士電視台）（特別客串演出）